# Blaue St. Galler

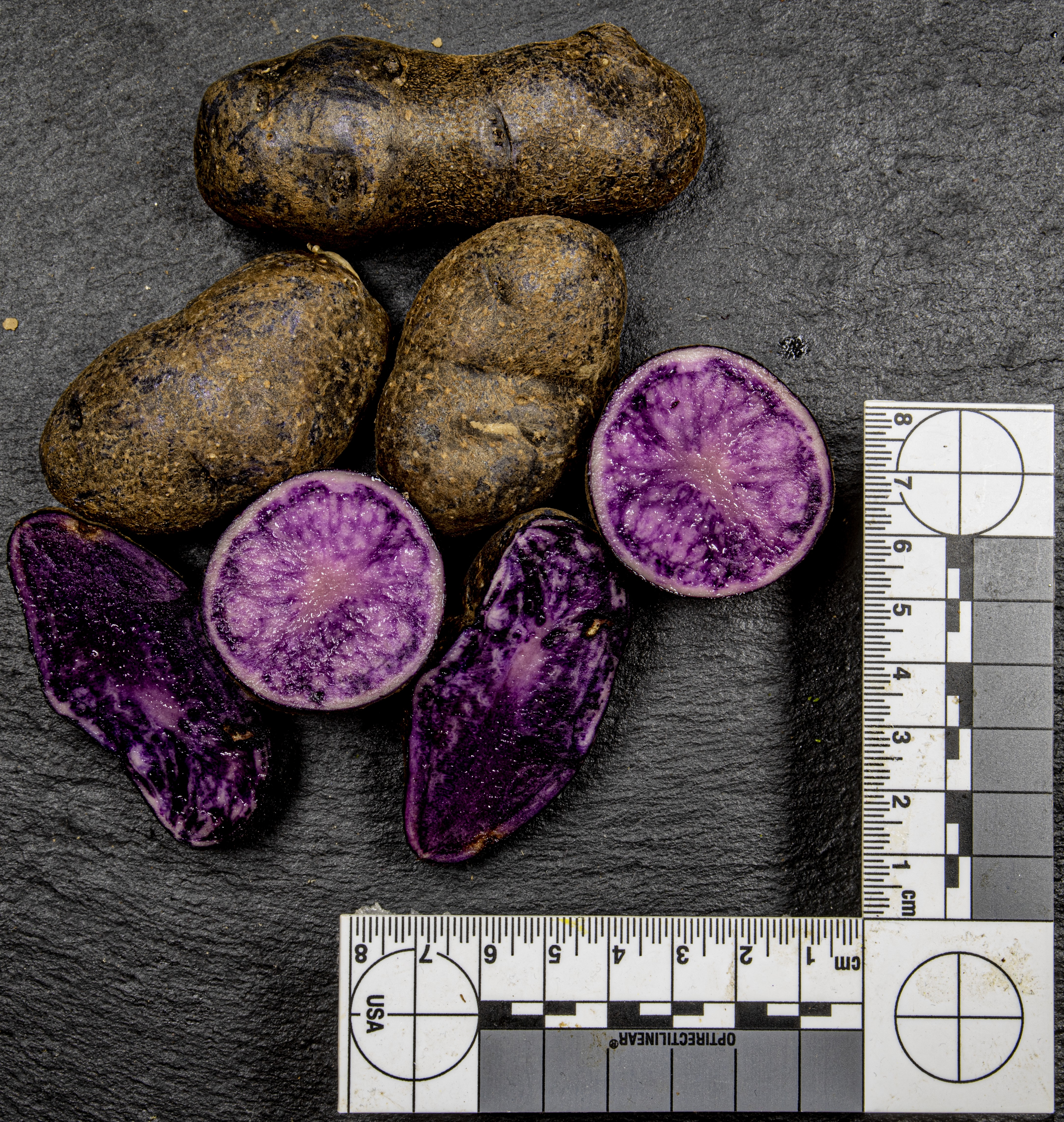
Die rohe Kartoffel mit Schnittbildern

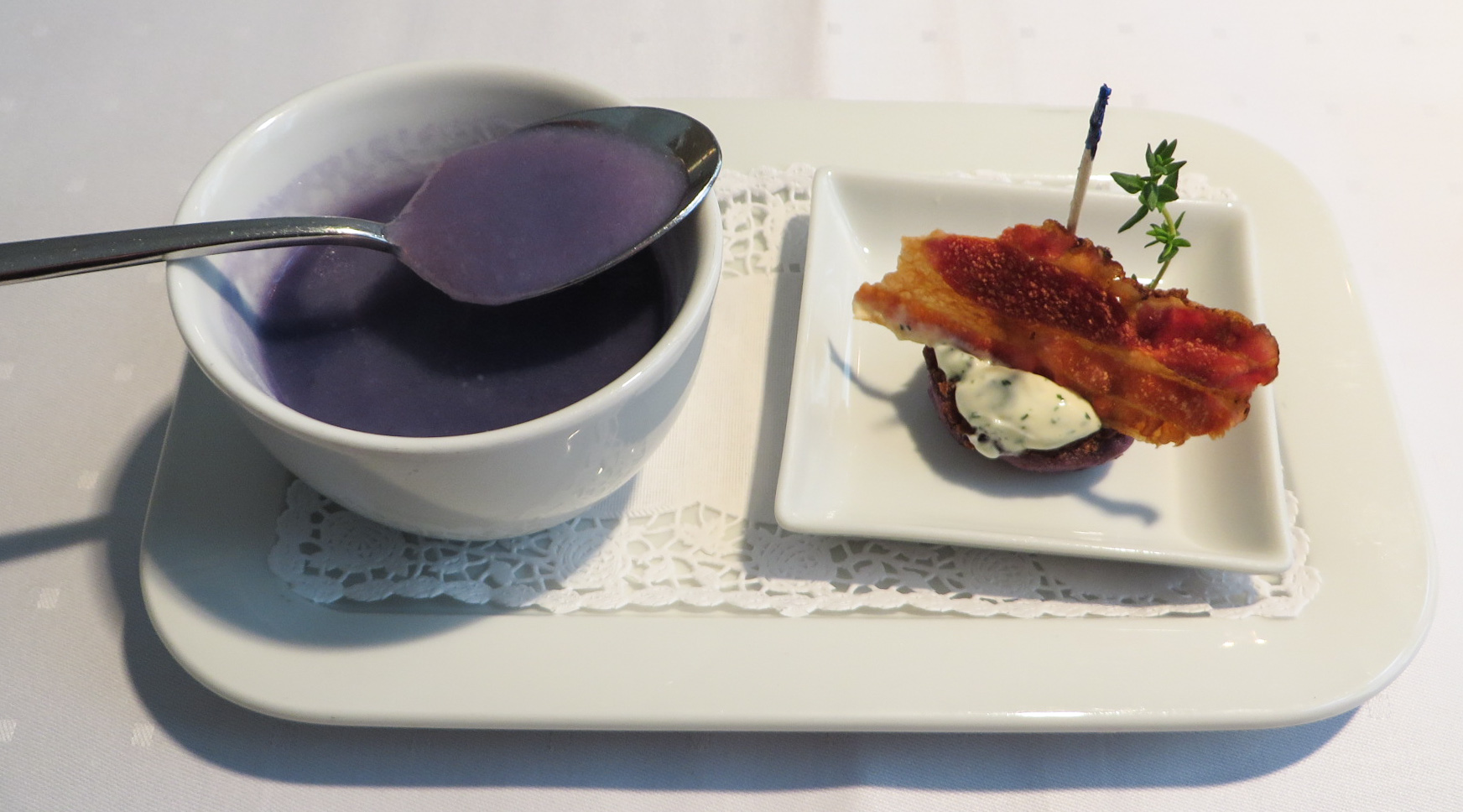
Kartoffelsuppe aus Blauen St. Gallern

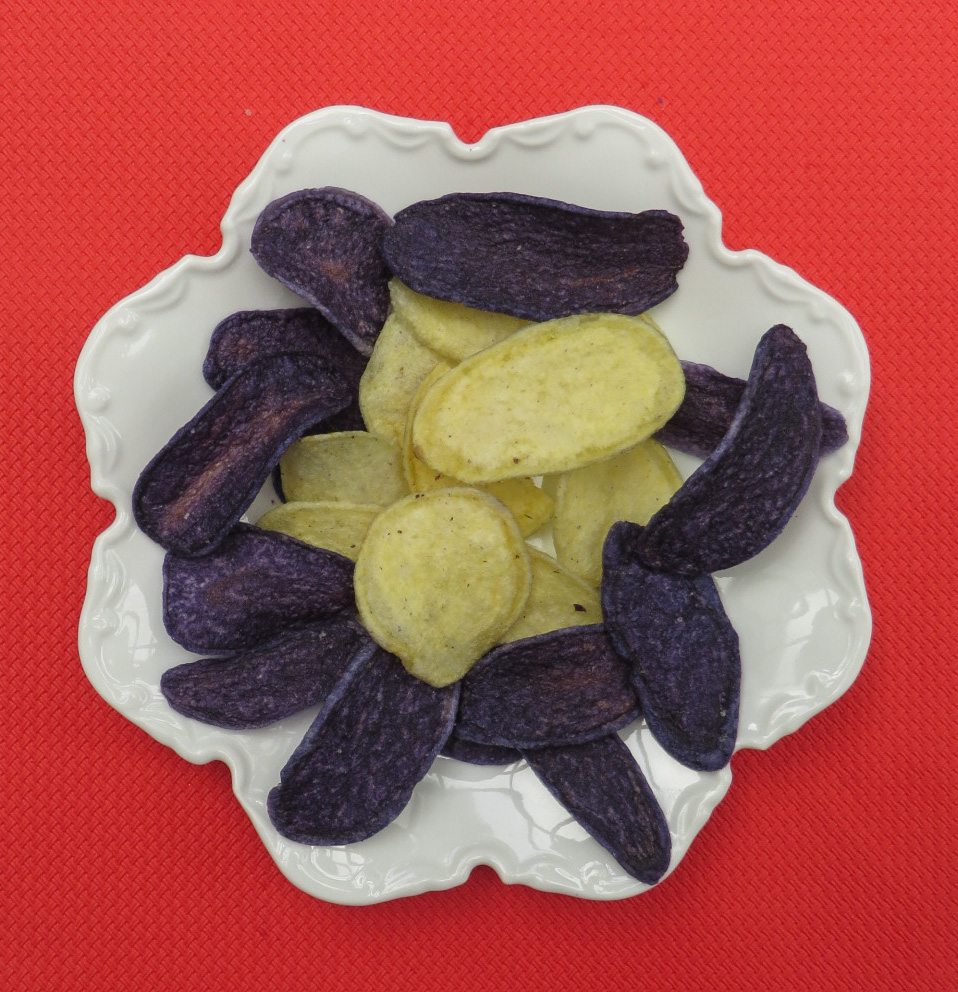
Pommes-Chips aus der Kartoffelsorte Blaue St. Galler gemischt mit normalen Chips

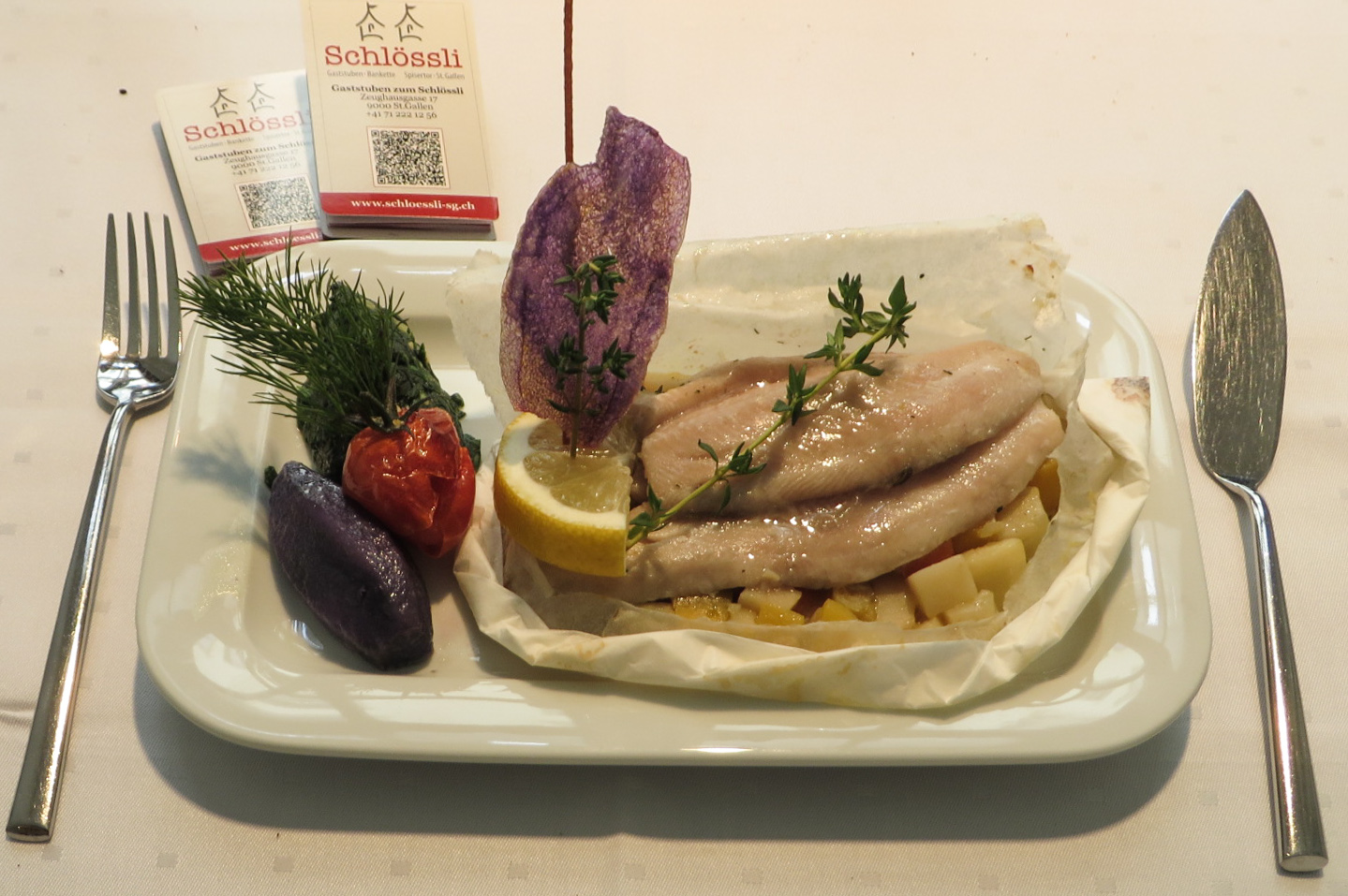
Blaue St. Galler als Beilage zu Gallus-Fisch, Schlössli St. Gallen

Blaue St. Galler ist die Bezeichnung einer neu gezüchteten Kartoffelsorte aus der Schweiz. Sie entstand durch Kreuzung des Blauen Schweden mit der Schweizer Frühkartoffel Prättigau, benannt nach der Talschaft Prättigau im Kanton Graubünden. Züchter Christoph Gämperli arbeitet in Flawil, Kanton St. Gallen, deshalb die Bezeichnung St. Galler.
Diese Neuzüchtung hat weisse Blüten, eine langovale Knollenform und eine dunkelblaue Schale. Diese Kartoffelsorte reift mittelfrüh (Ernte ab August). Das Fleisch ist blauviolett. Die Farbe stammt vom enthaltenen Pflanzenfarbstoff Anthocyan. Blaue St. Galler sind vorwiegend festkochend. Das Fleisch erleidet kaum Verfärbung, weder beim Kochen noch beim Frittieren (< 160 °C), was diese Sorte speziell auszeichnet.
Wegen der Zulassung wurden Kartoffeln dieser neuen Sorte in Holland und Kanada getestet. Als einzige Schweizer Züchtung ist diese Sorte auf der offiziellen Sortenliste aufgeführt. Die Marke ist eingetragen.
Die Schweizer Grossverteiler Migros und Coop (Schweiz) verkaufen Blaue St. Galler als Spezialität. Insbesondere sind blaue Kartoffelchips im Angebot. Diese Kartoffelsorte ist auch in Deutschland und Österreich bekannt.

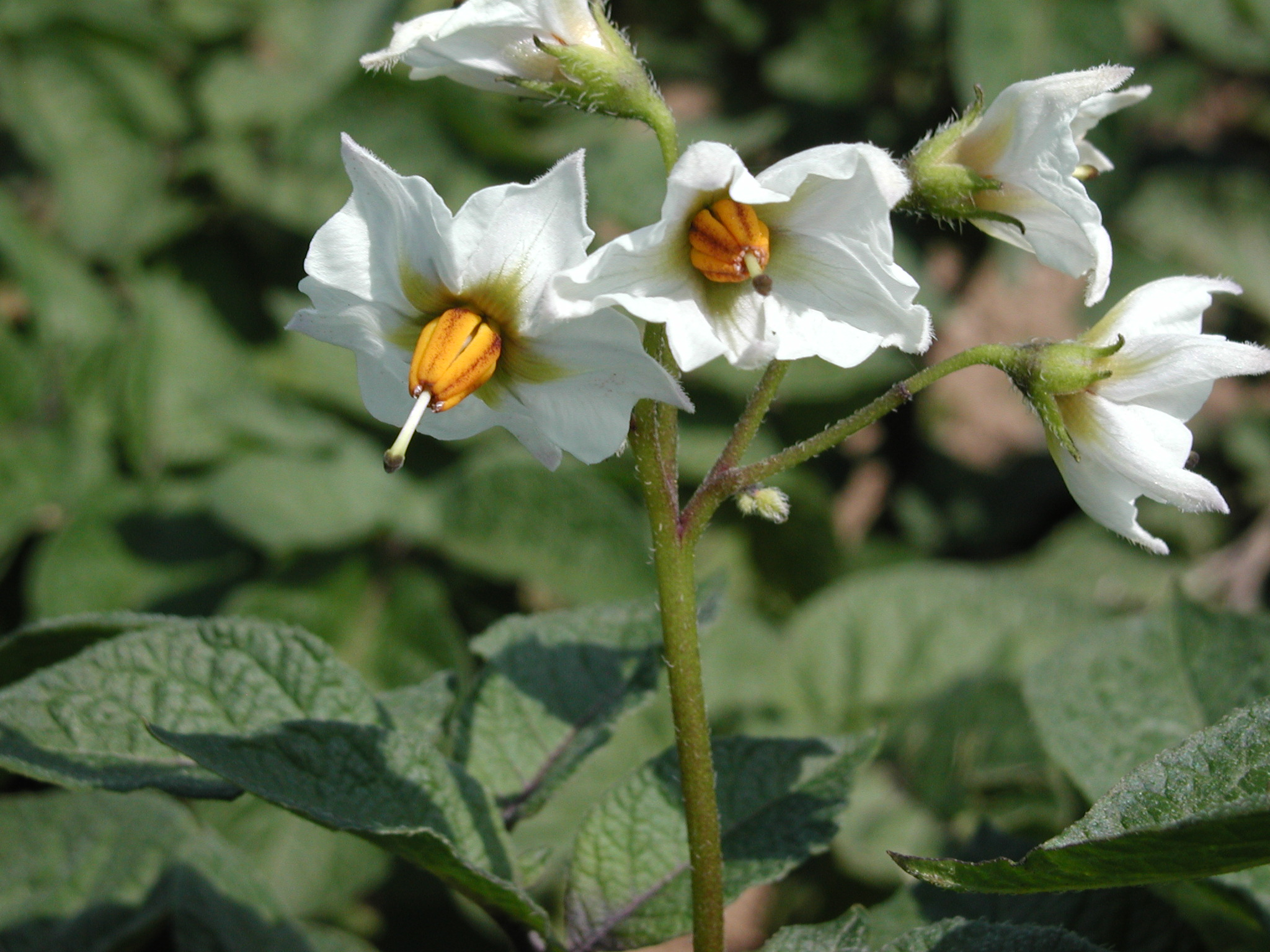
Blüten der Blauen St. Galler
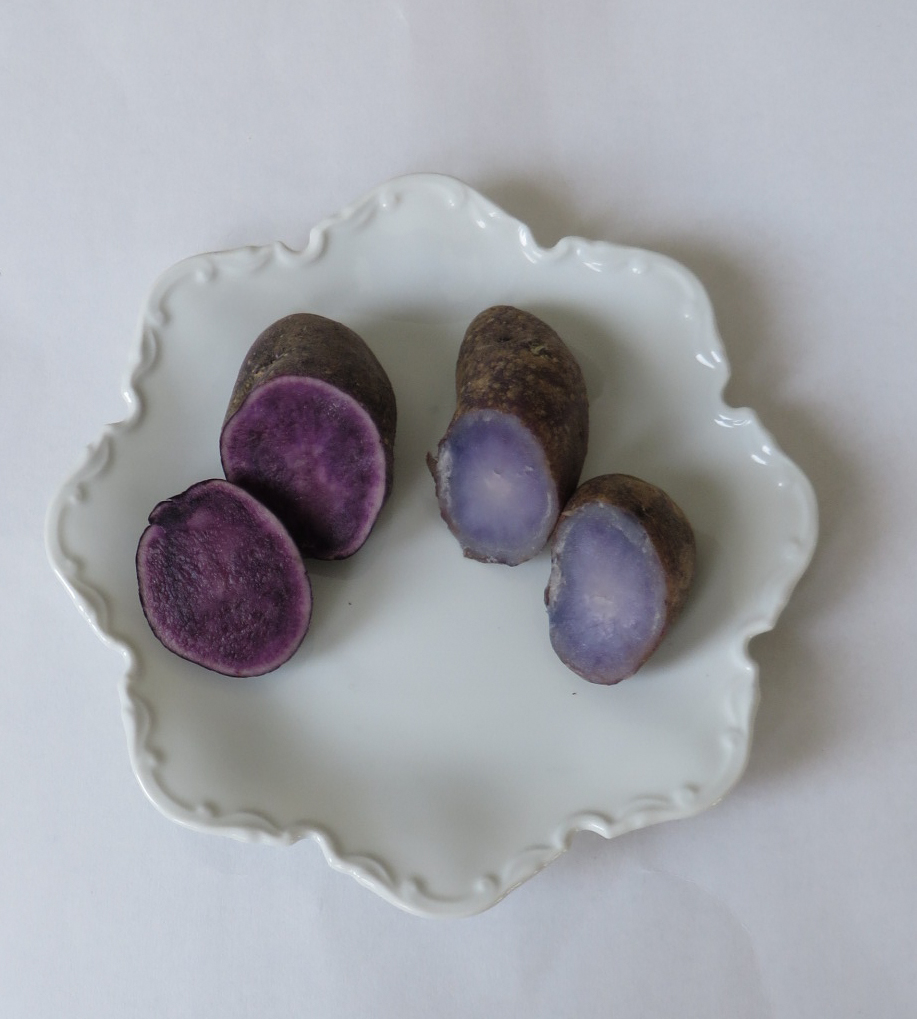
Blaue St. Galler links roh, rechts gekocht
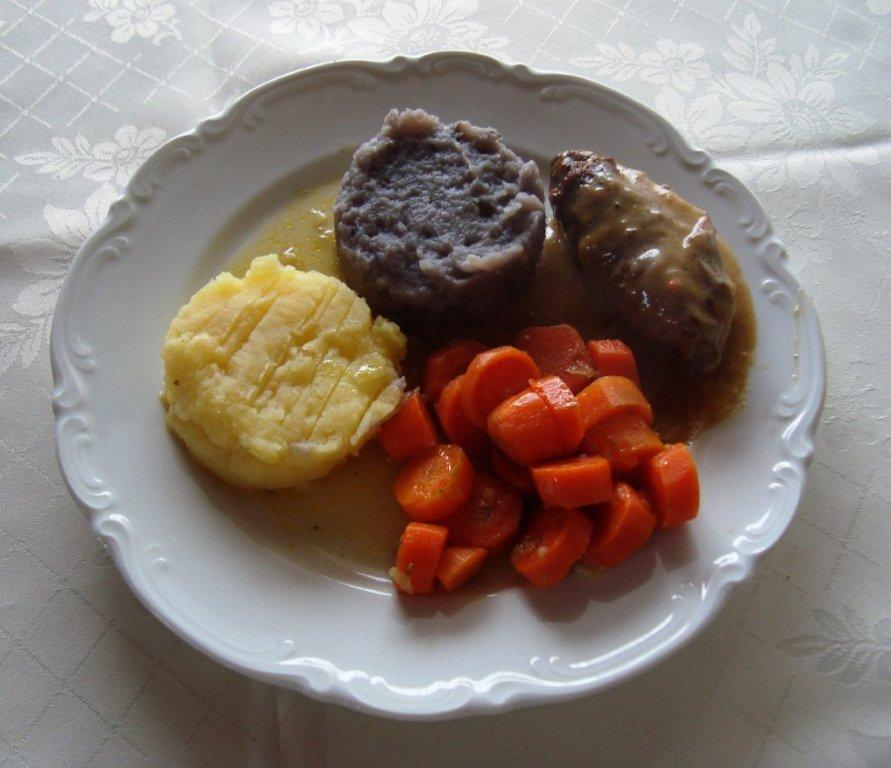
Gericht mit zwei Sorten Kartoffelstock, eine davon aus Blauen St. Gallern
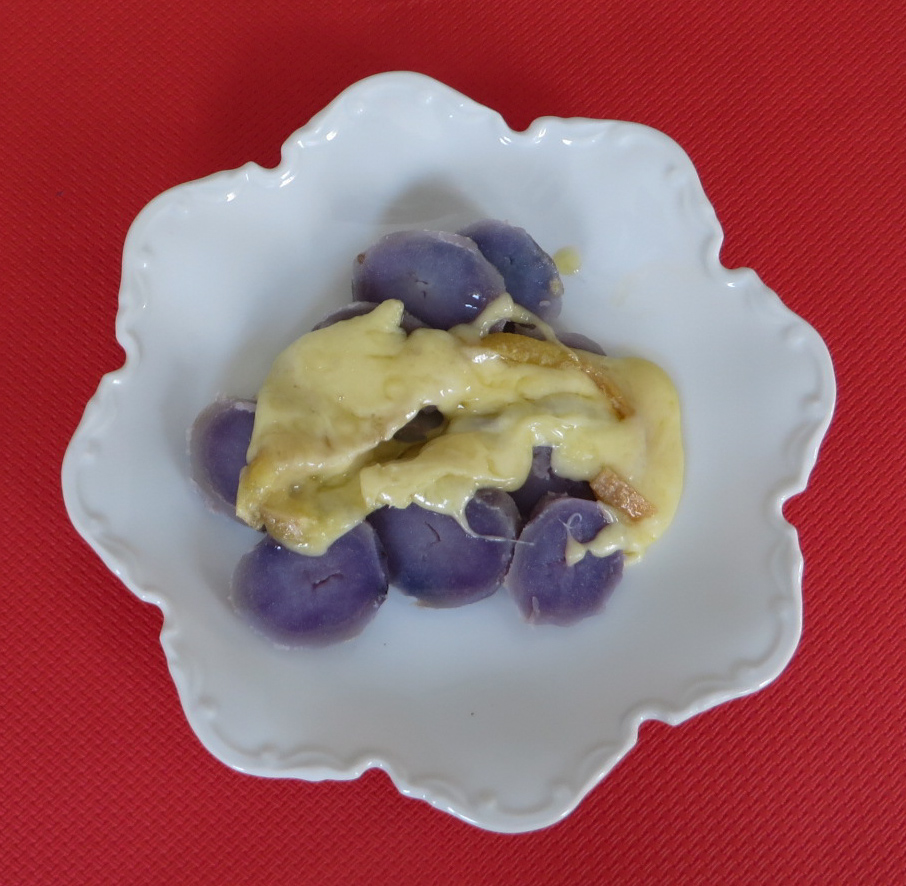
Gekochte Blaue St. Galler, darüber geschmolzener Raclette-Käse